# Hermsdorfer Fließ
Das Hermsdorfer Fließ ist ein Meliorationsgraben und orographisch linker Zufluss der Dahme auf der Gemarkung der Gemeinde Münchehofe im Landkreis Dahme-Spreewald in Brandenburg.
Das Fließ beginnt auf einer landwirtschaftlich genutzten Fläche, die sich südwestlich der Gemeinde Münchehofe und dort westlich der Landstraße 74 befindet. Von Osten fließen dabei mehrere Stränge auf einen Hauptkanal zu, der in Süd-Nord-Richtung ausgerichtet ist und sich über eine Länge von rund 600 m erstreckt. Anschließend fließt von Osten kommend der Laufgraben, 150 m weiter nordwestlich von Südwesten kommend der Woppischgraben zu. Das Fließ verläuft nun in nordwestlicher Richtung an der Wohnbebauung von Münchehofe vorbei und nimmt dabei Wasser aus weiteren Zuläufen auf. Es durchquert den Münchehofer Ortsteil Hermsdorf und fließt in ein Waldgebiet. Dort entwässert es nördlich des Münchehofer Gemeindeteils Hermsdorf Mühle in die Dahme.